# Deadly Outlaw Rekka
Deadly Outlaw Rekka (jap. 実録・安藤昇侠道伝　烈火, Jitsuroku Andō Noboru kyōdōden: Rekka) ist ein japanischer Gangster-/Yakuza-Film der Tōei von Regisseur Takashi Miike aus dem Jahr 2002. Die Inszenierung basiert auf einem Buch von Ex-Yakuza Shigenori Takechi.
Der komplette Soundtrack zur Produktion entstammt dem Album Satori der japanischen Rockband Flower Travellin’ Band. Sänger Joe Yamanaka und Bandbegründer Yūya Uchida wirken jeweils in kleinen Nebenrollen mit.
Der Film erschien erstmals am 21. September 2002 in Japan. Die deutsche Erstaufführung erfolgte am 25. August 2006.

## Handlung
Yoshikatsu Sanada, das Oberhaupt des mächtigen Sanada-Syndikats, wird von Mitgliedern der rivalisierenden Otaki-Vereinigung ermordet. Sein Ziehsohn und loyaler Untergebener Kunisada schwört tödliche Rache zu nehmen, doch der neue Anführer der ehrenwerten Sanada-Gruppe, Kugihara, will blutige Bandenkriege vermeiden und Friedensverhandlungen aufnehmen. Unter Vermittlung des neutralen Bando-Clans wird alsbald ein Waffenstillstand ausgehandelt. Der leicht reizbare, ungeduldige Kunisada kann den gemäßigten Kurs seiner Yakuza-Vorgesetzten nicht akzeptieren, bleibt aber zunächst passiv.
In einem undurchsichtigen Komplott der Yakuza-Größen um Macht und deren Erhalt wird Kunisada irgendwann zum Spielball des eigenen Syndikats. In der Annahme, einen blutigen Rachefeldzug einzuleiten, tötet er auf Befehl Iguchis, der rechten Hand Kugiharas, den alternden Paten des gegnerischen Clans: Otaki. Das Attentat ist jedoch ein Teil einer geheimen Verschwörung der Yakuza-Gruppen, wobei Kugihara selbst mit den einstigen Kontrahenten zusammenarbeitet. Der unkontrollierbare Mitwisser Kunisada steht möglichen Absprachen im Wege; er wird zum Abtrünnigen ernannt. Bewaffnete Killerscharen trachten ihm fortan nach dem Leben.
Derweil merkt Kunisada, dass er in einem verräterischen Spiel als Figur einer Intrige missbraucht wurde. Mit der Unterstützung seines getreuen Yakuza-Bruders Shimatani organisiert der blondgefärbte Gangster zunächst Waffen. Anschließend startet er mit seinem Gefolgsmann einen gnadenlosen Zwei-Mann-Rachefeldzug. Die beiden töten eine Vielzahl ihrer Widersacher, bis sie von zwei Meuchelmördern gestellt werden. Inmitten eines Feuergefechts endet der Film, wobei der Ausgang der Schießerei unklar bleibt.

## Kritiken
Das Lexikon des internationalen Films schrieb, die Produktion sei ein „harter Gangsterfilm aus der überbordenden Produktion von Takashi Miike.“ Der Film biete zudem „kunstvoll arrangierte Gewaltorgien.“